# 't Witte Huis
 't Witte Huis is een monumentaal bouwwerk, dat behoort tot het landgoed De Horte in de Overijsselse gemeente Dalfsen.

## Het gebouw
Oorspronkelijk werd 't Witte Huis gebouwd als biljarthuis en wijnkelder voor de bewoners van het landhuis De Horte. Sinds 1945 is er een woonhuis van gemaakt. Het gebouw is als decoratief element een wezenlijk onderdeel van het landgoed. Door zijn markante ligging aan het einde van de oprijlaan fungeerde het gebouw als een zogenaamd "point de vue". Het gebouwtje telt één woonlaag, die wordt afgedekt door een zadeldak. De vensterluiken dragen de kleuren van het landgoed. In de muren aan voor- en achterzijde bevinden zich decoratieve sierankers. De daklijsten zijn gedecoreerd met eenvoudige geometrische patronen.
't Witte Huis is als kenmerkend element van het landgoed, en mede vanwege de ouderdom en de oorspronkelijke functie van het gebouw sinds 2006 erkend als rijksmonument.